# Letov Š-50
De Letov Š-50 is een Tsjechoslowaaks driezits-eendekker-verkenningsvliegtuig en -bommenwerper gebouwd door Letov. De Š-50 is ontworpen door ingenieur Alois Šmolík. De eerste vlucht vond in 1938 plaats. De neus van de Š-50 was van glas om het werpen van de bommen te vergemakkelijken. Het prototype stond in 1937 op de nationale luchtvaartbeurs in Praag. Het toestel wekte hier interesse in het buitenland, maar door de annexatie van Bohemen en Moravië in 1938 kwam het niet tot bestellingen. In 1938 toonde Duitsland het toestel onder civiele registratie in Brussel. De Š-50 was het laatste vliegtuig dat Šmolík construeerde.

## Specificaties
- Bemannig: 3, een piloot, een boordschutter en een observeerder
- Lengte: 12,60 m
- Spanwijdte: 17,30 m
- Vleugeloppervlak: 43,00 m2
- Leeggewicht: 2 477 kg
- Startgewicht: 5 708 kg
- Motor: 2× Avia Rk-17 stermotoren , 309 kW (420 pk) elk
- Maximumsnelheid: 305 km/h
- Kruissnelheid: 260 km/h
- Plafond: 6 200 m
- Vliegbereik: 1 300 km
- Klimsnelheid: 5,2 m/s
- Bewapening:
  - 1× vaste vooruit vurende 7,92 mm vz.30 machinegeweer
  - 2× draaibare 7,92 mm vz.30 machinegeweren
  - 600 kg aan bommen